# Erich Hecke
Erich Hecke   (Buk, 20 de setembre de 1887 - Copenhaguen, 13 de febrer de 1947) va ser un matemàtic alemany especialitzat en teoria de nombres.

## Vida
Erich Hecke va néixer a Buk, una ciutat propera a Posen quan encara era alemanya. El seu pare era arquitecte. Després d'acabar els seus estudis secundaris el 1905 a Posen, va ingressar a la Universitat de Breslau (avui Wroclaw, Polònia), però va continuar els seus estudis a les universitats de Berlín (amb Edmund Landau) i Göttingen (amb David Hilbert). El 1910 va presentar la seva tesi doctoral en aquesta última Universitat, sota la supervisió de David Hilbert, amb el títol de Zur Theorie der Modulfunktionen von zwei Variablen und ihrer Anwendung auf die Zahlentheorie (Sobre la teoria de les funcions modulars de dues variables i les seves aplicacions a la teoria de nombres).
Hecke va romandre uns anys a Göttingen com assistent de David Hilbert i Felix Klein i va obtenir la seva habilitació de professor el 1912. El 1915 va obtenir una plaça de professor a la Universitat de Basilea, però el 1918 tornava a la Universitat de Göttingen. Aquest retorn va ser breu, ja que el 1919, en ser creada la Universitat d'Hamburg li van oferir la càtedra de matemàtiques, que va acceptar malgrat altres ofertes que havia rebut de Berlin i del mateix Göttingen. Hecke va romandre a Hamburg la resta de la seva vida, tot i que va morir abans de tenir els seixanta anys.
Va ser editor de la revista Mathematische Annalen i conferenciant al Congrés Internacional del Matemàtics de 1936. El 1938, en un any sabàtic va ser professor visitant a les Universitats de Michigan i Princeton.

## Obra
- Über die Zetafunktion beliebiger algebraischer Zahlkörper (Sobre la funció zeta de qualsevol cos de nombres algebraics) 1917
- Abhandlungen aus dem Mathematischen Seminar der Hamburgischen Universität (Tractats sobre el Seminari de Matemàtiques de la Universitat d'Hamburg) 1928 amb Emil Artin i Wilhelm Blaschke
- Die Primzahlen in der Theorie der elliptischen Modulfunktionen (Els nombres primers en la teoria de les funcions el·líptiques modulars) 1935
- Analytische Arithmetik der positiven quadratischen Formen (Aritmètica analítica de les formes quadràtiques positives) 1940
- Vorlesungen ueber die Theorie der algebraischen Zahlen (Lliçons sobre la teoria dels nombres algebraics) 1948

Bruno Schoeneberg va publicar els seus articles matemàtics en dos volums:
- Hecke, Erich. Matematische Werke. Vandenhoeck & Ruprecht. Göttingen, 1959 (1r Volum), 1970 (2n Volum). Reeditat el 1983, ISBN 3525407297.

Erich Hecke també va fer aportacions importants a la Física, sobretot en el camp de la teoria cinètica dels gasos.